# Старе Чарново
Старе Чарново (пол. Stare Czarnowo, нім. Neumark) — село в Польщі, у гміні Старе Чарново Грифінського повіту Західнопоморського воєводства.
Населення — 623 особи (2011).
У 1975-1998 роках село належало до Щецинського воєводства.

## Демографія
Демографічна структура станом на 31 березня 2011 року:
|          | Загалом | Допрацездатний вік | Працездатний вік | Постпрацездатний вік |
| -------- | ------- | ------------------ | ---------------- | -------------------- |
| Чоловіки | 325     | 80                 | 212              | 33                   |
| Жінки    | 298     | 46                 | 181              | 71                   |
| Разом    | 623     | 126                | 393              | 104                  |